# Lidköpings Mekaniska Verkstad
Lidköpings Mekaniska Verkstad war einer der ältesten schwedischen Lok- und Fahrzeughersteller.

## Geschichte
Lidköpings Mekaniska Verkstad AB (LMV) begann 1875 mit der Produktion von Außenleuchten, Parkbänken, Pflügen, Dampfschleppern und anderen landwirtschaftlichen Maschinen. Der Maschinenbau begann 1902 und wurde 1908 verstärkt, als die Firma einer der ersten Zulieferer der 1907 gegründeten Svenska Kullagerfabriken (SKF) wurde. UVA stellte Gleitlager sowie Getriebe her, unter anderem für Eisenbahnen. 1929 wurde LMV in SKF integriert.

## Lokomotivbau
Für den Bau der Skara–Kinnekulle–Wenerns järnväg (SKWJ) erhielt Lidköpings Mekaniska Verkstad den Auftrag, alle Fahrzeuge zu liefern, einschließlich der Lokomotiven. So entstanden 1887 und 1888 je eine Dampflokomotive mit der Achsfolge C und der Spurweite 891 mm.

## Bootsbau
1879 lieferte Lidköpings Mekaniska Verkstad das Dampfschiff Munter für den Åsunden, das heute noch als Museumsdampfschiff betriebsfähig vorhanden ist. Im Sommer 1889 folgte das Dampfschiff ISA für den Lygnern, wo es 1890 den Linienverkehr aufnahm. Das Schiff wurde in den 1940er-Jahren ausgemustert, heute ist ein Nachbau vorhanden. Später lieferte LMV weitere Schiffe für den militärischen Einsatz.

## Autobau
1923 begann Lidköpings Mekaniska Verkstad AB mit der Produktion von Automobilen. Der Markenname lautete Lidköping. Im gleichen Jahr endete die Produktion bereits wieder, als das Unternehmen übernommen wurde. Insgesamt entstanden drei Exemplare.
Das einzige Modell war ein Kleinwagen. Die Karosserie bot Platz für drei bis vier Personen. Für den Antrieb sorgte ein wassergekühlter Vierzylindermotor von CIME mit 20 PS Leistung. Das Getriebe verfügte über drei Gänge.